# (А)Торзија
(А)Торзија је краткометражни филм из 2003. у режији српског редитеља Стефана Арснијевића. Добитник је награде Златни медвед Берлинског филмског фестивала.
Филм је сниман седам дана, у словеначкој продукцији. Светска премијера је била на Берлинском филмском фестивалу.

## Прича
Певачка група, у покушају да изађу из ратом захваћеног Сарајева, чека пред тунелом на излазак. Док чекају, у истом насељу крава има проблем са тељењем, зато што теле има погрешан положај (окренуто је наопачке). Отуда назив (а)торзија. На срећу, један од чланова хора има нешто ветеринарске обуке, и уз помоћ осталих, успјешно отеле краву. Тиме они учине дјело које спашава многе од глади.

## Глумачка подела
- Давор Јањић
- Адмир Гламочак
- Емина Муфтић
- Мирјана Сајиновић
- Алмедин Лелета
- Бране Грубар
- Бранко Лицен
- Матија Булатовић